# 津輕鐵道津輕21型柴聯車
津輕鐵道津輕21型柴聯車（日语：／ Tsugaru Tetsudō Tsugaru 21-gata kidōsha）是津輕鐵道使用的柴聯車，其暱稱採用日本作家太宰治的短篇小說「跑吧！美樂斯」而得名。津輕鐵道為了在津輕鐵道線早晚的尖峰時段外進行列車的一人控制，因此獲得日本政府、青森縣政府及沿線行政區的資金補助製造新型的津輕21型柴聯車，並分別在1996年及2000年製造編號21-101至21-105的車輛。而本型車則在1996年11月18日正式投入使用。
本型車以新潟鐵工所生產的輕型鐵路動力客車NDC為基礎進行設計。車體採用寬1200mm，高1000mm的大型側窗，但因防寒考量而使用固定式的窗戶。車門旁設有半自動開關，讓乘客能自行操作車門的開關，提升車廂內的保溫效果。本型車配備一人控制的駕駛設備，並在往津輕中里站方向的車門後方設置可固定輪椅的專用空間。21型柴聯車的塗裝則以象徵著津輕平原秋季收成景象的橘色為主，並在窗戶下方搭配帶有輪廓線的苔蘚綠條紋；同時窗戶周圍也塗成黑色，在視覺上呈現連續的效果。